# Андреј Љапчев
Андреј Тасев Љапчев био је бугарски политичар, који је три пута изабран за премијера.
Један од најуспешнијих и најомиљенијих бугарских политичара. Имаo je четворо браће, од којих је један први члан Унутрашње-македонске револуционарне организације у Ресену и убијен је током Илинденског устанка. У историји остаје идеја личне уније Бугарске и Србије 1895. године у циљу нормализације односа са Русијом (у последње три године Никола Пашић био је специјални изасланик у Санкт Петербургу).
Деловао је у име бугарске Владе због закључења Солунског примирја што је резултирало писањем Вилхелма Фердинанду I од Бугарске, писмо у којем пише: „Срамота! 62.000 Срба одлучило је за исход Првог светског рата.”